# بیضاء (نشریه)
بیضاء نشریه ای بود که در دوره قاجار در ولایت بروجرد منتشر می شد. بیضاء نخستین نشریه بروجرد و لرستان محسوب می شود. این روزنامه نخستین بار در سال ۱۳۲۷ قمری (۱۲۸۸ خورشیدی) منتشر شد. بر اساس نسخه موجود، دو شماره از این نشریه در هفته منتشر می شده است.

## انتشار بیضاء
موسس نشریه بیضاء طبق اطلاعات به دست آمده از نسخه موجود، شاهزاده مؤید خاقان رئیس وقت عدلیه بروجرد و مدیر آن میرزا محمدحسن بوده است. این نشریه با حمایت عباسعلی روناسی معروف به تاجر روناسی که تاجری اصفهانی ولی مقیم بروجرد بود منتشر شد. تاجر روناسی با نیت انتشار روزنامه، دستگاه چاپ ژلاتینی را به بروجرد آورد.

## نسخه های موجود
مشخصات نشریه بیضاء در کتاب «تاریخ جراید و مجلات ایران» (تاریخ نشر: ۱۳۶۴) ذکر شده بود  (نقل در گودرزی، ۱۳۹۵)؛ اما نسخه ای از آن در دسترس نبود. در سال۱۳۹۳ دو نسخه از نشریه بیضاء توسط کارشناسان میراث فرهنگی بروجرد در اسناد موجود در خانه تاریخی مغیث الاسلام طباطبایی شناسایی شد که یکی از آنها قابل خواندن بود و تاریخ ۱۳۲۷ قمری را نشان می داد. 

## بزرگداشت
در تاریخ ۲۱ آذر ۱۳۹۸، به مناسبت یکصد و یازدهمین سال انتشار روزنامه بیضاء در شهر بروجرد، مراسم جشنی برپا شد. 